# Cái Chiên
Cái Chiên là một xã đảo thuộc tỉnh Quảng Ninh, Việt Nam.
Xã Cái Chiên có diện tích 26,9 km², dân số năm 2025 là 752 người, mật độ dân số đạt 28 người/km².

## Tên gọi
Đầu thế kỷ XIX, sách Hoàng Việt nhất thống dư địa chí do Lê Quang Định biên soạn đời vua Gia Long đã miêu tả các dãy đảo hẹp dài của miền Đông bao gồm đảo Cái Chiên là những “vách núi dựng đứng” giữa biển và đều gọi là “vách Thanh Mai”. Đến thời Pháp thuộc, đảo được gọi bằng tên tiếng Pháp là Château-Renaud.
“Cái” được hiểu là đảo đất giữa vùng sông nước có đông ngư dân cập thuyền ghé bến và sinh sống ven bờ hoặc trên đảo. Còn Kiên, Khiên, Chuyên và Chiên là biến âm và gọi tắt của Tiên trong tên Tiên Mai, mà tên Tiên Mai vốn là cách gọi của người Hoa cho tên Thanh Mai.

## Lịch sử
Từ cuối thế kỷ XIX (1885-1889) xã Cái Chiên là một thôn của xã Vĩnh Thực (Móng Cái) sau đó được tách ra thành xã Cái Chiên thuộc huyện Hải Ninh (Móng Cái). Cuối thế kỷ thứ XIX, đầu thế kỷ XX (1889-1907) xã Cái Chiên thuộc huyện Hà Cối. Sau cách mạng Tháng Tám năm 1945, xã Cái Chiên thuộc huyện Móng Cái, tỉnh Hải Ninh.
Trong đợt sáp nhập tỉnh, thành Việt Nam 2025, đây là đơn vị hành chính cấp xã duy nhất ở Quảng Ninh không không sáp nhập với các đơn vị khác.

## Địa lý
Đảo Cái Chiên nằm cách đất liền tỉnh Quảng Ninh hơn 6km về phía đông nam, cách đặc khu Vân Đồn khoảng 60 km về phía đông bắc. Hồ Khe Dầu có chức năng trữ nước ngọt cho người dân trên đảo. Trên đảo có 3 bãi tắm là bãi Vạn Cả, Cái Chiên và Đầu Rồng.